# طيسيا
طيسيا قرية تقع في حوران و تتبع لمحافظة درعا، و تبعد عنها إلى الجنوب والجنوب الشرقي بـ 40 كم تقريباً . وإلى الجنوب  من مدنية بصرى الشام ـ 17كم. بها آثار رومانية وبيزنطية تنتشر في قسم القرية القديم، ومعظم أثارها مأهولة من قبل السكان. وتتمثّل أهم أثارها في كنيسة مارجرجس المزيّنة بلوحات الفسيفساء، وأقنية، وبرك للماء وتحيط بها خربة القيلو-أبو كاتولة.